# Comté de Jericho
Pour les articles homonymes, voir Jéricho (homonymie).
Le comté de Jericho était une zone d'administration locale au centre du Queensland en Australie.
Le comté comprenait les localités de :
- Alpha ;
- Jericho.

Il était traversé par la Cordillère australienne.
Le 15 mai 2008, il a fusionné avec le comté d'Aramac et le comté de Barcaldine pour former la région de Barcaldine.